# Microsoft PhotoDraw
Microsoft PhotoDraw fue un programa de edición de gráficos e imágenes. Formó parte de la familia Microsoft Office, solo la versión 9.0 (MS Office 2000), incluido en las versiones "Premium" y "Developer". PhotoDraw no era lo suficiente para los usuarios por lo que no llegaba a desafiar a Adobe Illustrator, Microsoft tomó parte de ello y creó Microsoft Picture It! y Microsoft Photo Editor (que fue sucedido por Microsoft Office Picture Manager).

## Soporte de formatos
La extensión nativa de PhotoDraw era .mix. 
PhotoDraw puede abrir archivos en estos formatos:
- Formato de PhotoDraw 2000 Versión 2 (*.MIX)
- Formato de PhotoDraw 2000 Versión 1 (*.MIX)
- AutoCad Format 2-D (*.dxf)
- Metarchivo de gráficos de computadora (*.cgm)
- Corel Draw (*.cdr)
- Encapsulated Postscript (*.eps)
- Flashpix (*.fpx)
- Formato de intercambio de gráficos (*.gif, *.gfa)
- JPEG File Interchange Format (*.jpg,*jpe,*.jpeg,*.jfif)
- Kodak Photo CD (*.pcd)
- Macintosh PICT (*.pct, *.pict)
- MicroGrafx Designer/Draw (*.drw)
- Microsoft Image Composer (*.mic)
- PC Paintbrush (*.pcx)
- Imagen de Photoshop (*.psd)
- Picture It! Format (*.MIX)
- Portable Network Graphics (*.png)
- Tagged Image File Format (*.tif,*.tiff)
- Targa (*.tga)
- Windows Bitmap (*.bmp,*.dib,*rle)
- Windows Metafile (*.wmf)
- Metarchivo de Windows mejorado (*.emf)
- Wordperfect Graphics (*.wpg)

PhotoDraw puede guardar archivos en estes formatos:
- Formato de PhotoDraw 2000 Versión 2 (*.MIX)
- Formato de PhotoDraw 2000 Versión 1 (*.MIX)
- Formato de intercambio de gráficos (*.gif)
- JPEG File Interchange Format (*.jpg)
- PC Paintbrush (*.pcx)
- Picture It! 4.0 (*.MIX)
- Picture It! 3.0 (*.MIX)
- Picture It! 2.0 (*.MIX)
- Portable Network Graphics (*.png)
- Tagged Image File Format (*.tif)
- Targa (*.tga)
- Mapa de bits de Windows (*.bmp)

## Cambios en PhotoDraw 2000 Versión 2
- Estabilidad mejorada.
- Nuevo asistente de guardado.
- Instalación baseada en la máquina de Windows Installer.
- Efectos Web.
- Integración mejorada con otros programas de MS Office.
- Compatibilidad con Windows XP.
- Colección larga de clip-arts y fuentes.

## Compatibilidad con las versiones de Microsoft Office
Aparte de la versión 2000, PhotoDraw puede trabajar con las versiones de Microsoft Office hasta la 2003. En la beta de la versión 2007, PhotoDraw experimentó problemas pero desaparecieron con la versión final de Office 2007.

### Programas de retoque de código abierto
- GIMP
- Inkscape
- Photoscape

### Programas de retoque de código cerrado
- Adobe Photoshop
- Corel Draw
- Microsoft Office Picture Manager
- Microsoft Photo Editor
- Microsoft Picture It!